# Marwan Issa
Marwan Issa, właściwie Marwan Abd al-Karim Ali Issa (arab. ‏مروان عبد الكريم علي عيسى‎; ur. w 1965 w Muchajjam al-Burajdż, zm. 10 marca 2024 w Muchajjam an-Nusajrat) – palestyński bojownik i terrorysta, zastępca dowódcy Brygad al-Kassam, zbrojnego skrzydła Hamasu. Jeden z głównych dowódców palestyńskich na wojnie Izraela z Hamasem, podczas niej zabity.

## Życiorys
Urodził się w 1965 roku w obozie uchodźców palestyńskich al-Burajdż. Jego rodzina została wypędzona z Aszkelonu podczas wojny arabsko-izraelskiej w 1948 roku. Ukończył studia na Uniwersytecie Islamskim w Gazie.
Issa dołączył do Hamasu w 1987 roku kilka tygodni po jego powstaniu, w czasach pierwszej Intifady przeciwko okupacji izraelskiej, za udział w której był przez 5 lat więziony.
10 września 2019 został umieszczony na amerykańskiej liście terrorystów.
Zginął 10 marca 2024 w Muchajjam an-Nusajrat w wyniku wymierzonego w niego izraelskiego nalotu.